# Schule für Kranke
Eine Schule für Kranke ist eine Bildungseinrichtung für Kinder, die aufgrund einer längerfristigen stationären oder tagesklinischen Krankenhausbehandlung nicht in der Lage sind, eine Regelschule zu besuchen. Schulen für Kranke werden rechtlich meist zu den Sonderschulen gezählt, richten sich aber im Gegensatz zu diesen nicht speziell an behinderte Menschen. Sie sind meist organisatorisch Krankenhäusern oder Kinder- und Jugendpsychiatrien angegliedert, können aber auch unabhängig sein.
Schulen für Kranke orientieren sich am Lehrplan der Regelschulen, der Unterricht ist aber an die besonderen Bedürfnisse der Kinder angepasst. Es ist je nach Schwere der Krankheit sowohl Einzelunterricht vor dem Krankenbett als auch Unterricht in kleinen Lerngruppen möglich. Da psychisch erkrankte Kinder einen Großteil der Zielgruppe ausmachen, werden bevorzugt Sonderpädagogen mit der Fachrichtung Erziehungshilfe eingesetzt.
Das Ziel der Schule für Kranke ist stets die Wiedereingliederung in die Regelschule nach überstandener Krankheit und Entlassung aus dem Krankenhaus.